# Giovanni Bianconi (poeta)
Giovanni Bianconi (Minusio, 22 marzo 1891 – Minusio, 7 marzo 1981) è stato un poeta, artista ed etnologo svizzero-italiano.

## Biografia
Figlio di Alessandro Bianconi e di Margherita, nata Rusconi, era nato a Minusio ma la famiglia era originaria di Mergoscia. Era fratello di Piero Bianconi ed era sposato con Rita Planzi da cui aveva avuto Sandro Bianconi.
Il padre era prima emigrato in America senza fortuna e, ritornato in patria, lavorava come contadino a Minusio.
Dopo aver frequentato fin da bambino il seminario di Lugano, si trasferì a circa vent'anni di età nella Svizzera tedesca dove lavorava come insegnante e come impiegato delle poste. Qui frequentava anche la Gewerbeschule (Scuola di Arti Applicate) di San Gallo e, all'inizio degli anni '20, si trasferì in Germania per frequentare l'Accademia di Belle Arti di Stoccarda, dove entrò in contatto con l'Espressionismo tedesco.
Personalità schiva e riservata, dopo la formazione divenne insegnante di disegno a Locarno dedicandosi alle sue passioni seguendo specifici periodi. Si dedicò alla silografia e alla pittura dal 1920 al 1950, alla poesia dialettale dal 1940 al 1960 e agli studi etnografici dal 1955 al 1981.
Morì a Minusio ma, su sua volontà, è stato sepolto a Mergoscia.

## Attività artistica
Come artista si era dedicato all'arte soprattutto attraverso la silografia di cui si conservano circa 500 opere per lo più paesaggi e ritratti che si concentrano soprattutto sui mestieri agricoli e sulla cultura contadina. Oltre alla silografia si hanno anche un centinaio di dipinti a tempera e ad olio.
Subì l'influenza dell'intagliatore del legno Aldo Patocchi e di altri artisti ticinesi come Bruno Nizzola, Ugo Zaccheo, Daniele Buzzi e Max Uehlinger, che apprezzarono il suo lavoro e che lo incoraggiarono a lavorare anche come intagliatore del legno.
Ha ricevuto vari premi per il suo lavoro, tra cui l'Esposizione Internazionale del Bianco e Nero di Lugano e il Premio Charles Veillon per le Belle Arti nel 1950.
Nel 1990 il figlio Sandro ha donato 274 legni, 231 xilografie e altre opere del padre alla Pinacoteca comunale Casa Rusca di Locarno.

## Attività letteraria
Si dedicò alla letteratura incoraggiato dagli scrittori Giuseppe Zoppi e Francesco Chiesa. La sua opera letteraria è legata al mondo contadino preindustriale che ritrae nella sua realtà quotidiana e che vive in bilico tra passato e industrializzazione.
Importanti i suoi studi di etnografia e di storia locale tanto che alla sua morte ha messo a disposizione dell'Ufficio cantonale dei monumenti storici circa 5000 fotografie.
Le poesie dialettali di Giovanni Bianconi sono profondamente radicate in un mondo rurale ancora vivo ed autentico, a volte indignato verso la forte pressione germanofona e l'industrializzazione, ma tratta questi temi con ironia e comicità a differenza del fratello Piero che invece è più moralista.
Bianconi è considerato il più grande poeta dialettale, avendo utilizzato la lingua popolare con una maestria indiscutibile, usando un dialetto genuino e sincero, plasmandolo con molta naturalezza.

## Opere letterarie

### Poesie
- Giovanni Bianconi, Garbiröö: Poesie in dialetto ticinese con un autoritratto giovanile dell’autore, una copertina e dodici legni incisi dallo stesso, Locarno, P.Romerio, 1942.
- Giovanni Bianconi, Walter Keller, Fiabe popolari ticinesi, Zürich, Edizioni svizzere per la gioventù (ESG), 1942.
- Giovanni Bianconi, Rinaldo Bertossa, Il passo dei lupi: racconto, Zürich, Edizioni svizzere per la gioventù (ESG), 1943.
- Giovanni Bianconi, Ofel dal specc. Poesie in dialetto, Minusio, 1944.
- Giovanni Bianconi, Spondell: poesie in dialetto, Minusio, 1949.
- Giovanni Bianconi, Diciotto poesie ticinesi, Milano, All’insegna del Pesce d’Oro, 1951.
- Giovanni Bianconi, Paesin ca va: poesie in dialetto, Minusio, 1957.
- Giovanni Bianconi, Alegher: una scelta di versi dialettali da: Garbiröö, Ofell dal specc, Spondell, Paesin, Ca va, Locarno, Tipografia Legnazzi e Scaroni, 1968.
- Giovanni Bianconi, Tutte le poesie, Lugano, Edizioni Pantarei, 1972.
- Giovanni Bianconi, Legni e versi. 73 stampe e 15 poesie, Locarno, Armando Dado Editore, 1978. in cui associa e descrive con le sue opere silografiche alcune poesie
- Giovanni Bianconi, Un güst da pan da segra, 1986.

### Saggi
- Giovanni Bianconi, Arte in Valle Maggia, Bellinzona, Istituto editoriale ticinese, 1937.
- Giovanni Bianconi, Giuseppe Mondada, Pescatori, Zürich, Edizioni svizzere per la gioventù (ESG), 1946.
- Giovanni Bianconi, Cesar Scattini, Il Piano di Magadino, Zürich, Edizioni svizzere per la gioventù (ESG), Zürich 1947.
- Giovanni Bianconi, Bruno Pedrazzini, Svizzeri nel mondo, Zürich, Edizioni svizzere per la gioventù (ESG), 1949.
- Giovanni Bianconi, Virgilio Gilardoni, Artigiani, Zürich, Edizioni svizzere per la gioventù (ESG), 1953.
- Giovanni Bianconi, Meridiana: Tetti ticinesi, RSI, 1º luglio 1965. URL consultato il 6 giugno 2024.
- Giovanni Bianconi, Artigianati scomparsi: l’industria della paglia in Onsernone, la pietra ollare in valle di Peccia, i coppi del Sottocen, Locarno, Tipografia Stazione, 1965.
- Giovanni Bianconi, Val Verzasca, 1966.
- Giovanni Bianconi, La Valle Verzasca di Giovanni Bianconi: Case Verzaschesi, RSI, 8 ottobre 1968. URL consultato il 4 giugno 2024.
- Giovanni Bianconi, Vallemaggia, Agno, Edizioni L.E.M.A., 1969.
- Giovanni Bianconi, Costruzioni cilindriche, Locarno, Pedrazzini, 1970.
- Giovanni Bianconi, Ticino rurale, in Quaderni ticinesi, n. 14, 1971.
- Giovanni Bianconi, Artigianati scomparsi, Locarno, Armando Dado Editore, 1978.
- Giovanni Bianconi, Ticino com'era: con 256 vecchie fotografie, Locarno, Armando Dado Editore, 1979.
- Giovanni Bianconi, Roccoli del Ticino, Locarno, Armando Dado Editore, 1981.
- Giovanni Bianconi, Costruzioni contadine ticinesi, Locarno, Dadò, 1982.

## Opere artistiche
Il Museo cantonale d'arte di Lugano conserva 11 sue opere:
- Piano di Magadino, 1911-1951, silografia su carta velina
- Terra ticinese, 1920, silografia su carta
- Barche a riva, 1920-1980, silografia su carta
- Casupole a Minusio, 1920-1980, silografia su carta
- Lago Maggiore, 1920-1980, silografia su carta
- Nevicata, 1920-1980, silografia su carta
- Ritratto di Giuseppe Zoppi a trent'anni, 1926, silografia su carta
- Discussione (Neutralità), 1930-1940, silografia su carta
- Vecchia Locarno, 1955, silografia su carta
- Cerimonia funebre, senza data, olio su tavola
- Solduno, 1946, silografia su carta.